# 第24普通科連隊
第24普通科連隊（だいにじゅうよんふつうかれんたい、JGSDF 24th Infantry Regiment）は、陸上自衛隊えびの駐屯地（宮崎県えびの市）に駐屯する西部方面混成団隷下の普通科連隊である。

## 概要
連隊長は、1等陸佐（二）が充てられ、連隊本部、本部管理中隊、4個普通科中隊および重迫撃砲中隊から編成される。第8師団・第15旅団管内の即応予備自衛官を主体として構成されるコア部隊である。
1961年（昭和36年）2月に第7混成団隷下に陸上自衛隊24番目の普通科連隊として新編されたが、1981年（昭和56年）3月の第7師団の機甲師団への改編に伴い、九州へ移駐して第8師団所属となり、その後、即応予備自衛官指定部隊（コア部隊）に改編され、2018年（平成30年）3月に西部方面混成団隷下部隊となった。

## 沿革
- 1961年（昭和36年）2月28日：第7混成団の機械化部隊への改編に伴い、同団隷下部隊として第18普通科連隊第4大隊、第11普通科連隊第2大隊第5中隊、第1特科団第113特科大隊第2中隊を母体に第24普通科連隊が真駒内駐屯地において編成完結。

※編成（連隊本部、本部管理中隊、4個普通科中隊、迫撃砲隊）
- 1962年（昭和37年）
  - 7月13日：第24普通科連隊が真駒内駐屯地から東千歳駐屯地に移駐。
  - 8月15日：第7混成団が第7師団に改編され、本部管理中隊および4個普通科中隊、重迫撃砲中隊編成となる。
- 1981年（昭和56年）
  - 3月24日：第7師団の機械化師団から機甲化師団への改編のため、第7師団長に連隊旗を返還[1]。
  - 3月25日：北熊本駐屯地において再編成され[2]、第8師団長から改めて連隊旗が授与、第8師団隷下となる。
  - 12月20日：えびの駐屯地開設により、同駐屯地に移駐。
- 1996年（平成08年）3月29日：部隊改編等。

1. 第8対戦車隊の廃止に伴い、対戦車中隊を新編。
2. 各中隊に高機動車、89式5.56mm小銃が、ナンバー中隊の迫撃砲小隊に81mm迫撃砲 L16、重迫撃砲中隊に120mm迫撃砲 RTが配備。

- 2005年（平成17年）3月28日：即応予備自衛官指定部隊（コア部隊）に改編。後方支援体制変換に伴い、整備部門を第8後方支援連隊第2整備大隊第2普通科直接支援中隊へ移管。
- 2018年（平成30年）
  - 3月26日：対戦車中隊を廃止。第8師団隷下から西部方面混成団隷下に隷属替えのため、第8師団長に連隊旗を返還。
  - 3月27日：西部方面混成団長から連隊旗が授与され、再編成。混成団隷下となる。整備部門は、第8後方支援連隊第2整備大隊第2普通科直接支援中隊から西部方面後方支援隊第308普通科直接支援中隊へ変更。

## 部隊編成
- 第24普通科連隊本部
- 本部管理中隊「24普-本」：82式指揮通信車
- 第1普通科中隊「24普-1」：高機動車：熊本県隊区の即応予備自衛官への教育を実施
- 第2普通科中隊「24普-2」：高機動車：鹿児島県隊区の即応予備自衛官への教育を実施
- 第3普通科中隊「24普-3」：高機動車：宮崎県隊区の即応予備自衛官への教育を実施
- 第4普通科中隊「24普-4」：軽装甲機動車：沖縄県隊区の即応予備自衛官への教育を実施
- 重迫撃砲中隊「24普-重」：120mm迫撃砲 RT、重迫牽引車

## 整備支援部隊
- 第8後方支援連隊第第2整備大隊第4普通科直接支援中隊「8後支-2-2普」（えびの駐屯地）：2005年（平成17年）3月28日から2018年（平成30年）3月26日の間。
- 西部方面後方支援隊第308普通科直接支援中隊「308普直支」（えびの駐屯地）：2018年（平成30年）3月27日から

## 主要幹部
| 官職名                               | 階級    | 氏名     | 補職発令日     | 前職                                 |
| ------------------------------------ | ------- | -------- | -------------- | ------------------------------------ |
| 第24普通科連隊長 兼 えびの駐屯地司令 | 1等陸佐 | 甲斐久博 | 2025年08月01日 | 陸上自衛隊教育訓練研究本部教育調整官 |

| 代 | 氏名       | 在職期間                        | 前職                                    | 後職                                     |
| -- | ---------- | ------------------------------- | --------------------------------------- | ---------------------------------------- |
| 01 | 木村元岳   | 1961年02月28日 - 1963年03月15日 | 第18普通科連隊副連隊長                  | 陸上自衛隊幹部学校学校教官               |
| 02 | 桑名清     | 1963年03月16日 - 1965年03月15日 | 陸上自衛隊幹部学校学校教官              | 自衛隊秋田地方連絡部長                   |
| 03 | 朝枝照栄   | 1965年03月16日 - 1967年03月15日 | 陸上幕僚監部第1部勤務                   | 陸上幕僚監部第2部見積班長                |
| 04 | 柴田力     | 1967年03月16日 - 1969年03月16日 | 陸上幕僚監部第1部勤務                   | 中部方面総監部第2部長                    |
| 05 | 藤田達二郎 | 1969年03月17日 - 1971年03月15日 | 自衛隊奈良地方連絡部長                  | 陸上自衛隊幹部学校研究員                 |
| 06 | 加養栄男   | 1971年03月16日 - 1973年03月15日 | 第1陸曹教育隊長                         | 北部方面総監部付                         |
| 07 | 村松栄一   | 1973年03月16日 - 1974年03月15日 | 陸上自衛隊幹部学校企画室勤務            | 陸上幕僚監部第3部勤務                    |
| 08 | 斎藤信夫   | 1974年03月16日 - 1976年03月15日 | 陸上幕僚監部厚生課総括班長              | 北部方面総監部第3部長                    |
| 09 | 桜井和雄   | 1976年03月16日 - 1977年07月31日 | 第11師団司令部第3部長                   | 統合幕僚会議事務局第4幕僚室勤務          |
| 10 | 和才剛     | 1977年08月01日 - 1979年03月15日 | 陸上幕僚監部付                          | 陸上幕僚監部装備部需品課 総括班長        |
| 11 | 矢吹隼作   | 1979年03月16日 - 1981年03月24日 | 陸上幕僚監部教育訓練部訓練課 評価班長   | 陸上自衛隊幹部学校学校教官               |
| 12 | 大竹卓美   | 1981年03月25日 - 1983年03月15日 | 第8師団司令部勤務                       | 北部方面総監部人事部長                   |
| 13 | 松本勇虎   | 1983年03月16日 - 1985年03月15日 | 自衛隊東京地方連絡部募集課長            | 陸上自衛隊富士学校学校教官               |
| 14 | 川崎洋一郎 | 1985年03月16日 - 1987年07月06日 | 陸上自衛隊富士学校学校教官              | 第11師団司令部幕僚長                     |
| 15 | 高田周洋   | 1987年07月07日 - 1990年03月15日 | 第12師団司令部第3部長                   | 中部方面総監部人事部長                   |
| 16 | 中川龍二   | 1990年03月16日 - 1992年06月15日 | 第1空挺団本部高級幕僚                   | 陸上自衛隊幹部学校主任研究開発官         |
| 17 | 塚本隆彦   | 1992年06月16日 - 1994年03月22日 | 陸上幕僚監部調査部調査第2課 調査第2班長 | 統合幕僚会議事務局第3幕僚室 指揮調整班長 |
| 18 | 一康人     | 1994年03月23日 - 1996年03月24日 | 陸上幕僚監部人事部人事計画課 服務班長   | 陸上自衛隊幹部学校研究員                 |
| 19 | 中村幹生   | 1996年03月25日 - 1997年06月30日 | 陸上幕僚監部調査部調査第1課 企画班長    | 統合幕僚会議事務局第3幕僚室 指揮調整班長 |
| 20 | 大塚敏郎   | 1997年07月01日 - 1999年12月09日 | 中部方面総監部防衛部訓練課長            | 陸上幕僚監部総括副監察官                 |
| 21 | 國澤輝生   | 1999年12月10日 - 2002年07月31日 | 陸上幕僚監部装備部開発課勤務            | 装備実験隊副隊長                         |
| 22 | 桐井賢一   | 2002年08月01日 - 2004年07月31日 | 陸上自衛隊幹部学校学校教官              | 練馬駐屯地業務隊長                       |
| 23 | 久保田芳弘 | 2004年08月01日 - 2006年07月31日 | 陸上自衛隊富士学校主任教官              | 東北方面指揮所訓練支援隊長               |
| 24 | 児玉健二郎 | 2006年08月01日 - 2009年03月23日 | 陸上自衛隊補給統制本部総務部 総務課長   | 陸上自衛隊中央業務支援隊付               |
| 25 | 古庄大喜   | 2009年03月24日 - 2010年11月30日 | 陸上自衛隊幹部学校総務部総務課長        | 第8師団司令部付                          |
| 26 | 仲司       | 2010年12月01日 - 2013年07月31日 | 自衛隊体育学校企画室長                  | 陸上自衛隊研究本部主任研究開発官         |
| 27 | 立山隆一   | 2013年08月01日 - 2015年08月03日 | 西部方面総監部総務部広報室長            | 第15旅団司令部幕僚長                     |
| 28 | 稲田裕一   | 2015年08月04日 - 2018年03月22日 | 第9師団司令部第4部長                    | 第12旅団司令部幕僚長                     |
| 29 | 中川宏樹   | 2018年03月23日 - 2020年12月21日 | 自衛隊愛知地方協力本部募集課長          | 陸上自衛隊教育訓練研究本部勤務           |
| 30 | 一宮大介   | 2020年12月22日 - 2023年03月12日 | 北部方面総監部監察官                    | 陸上自衛隊幹部候補生学校総務部長         |
| 31 | 大江良治   | 2023年03月13日 - 2025年07月31日 | 東部方面総監部人事部厚生課長            | 北熊本駐屯地業務隊長                     |
| 32 | 甲斐久博   | 2025年08月01日 -                | 陸上自衛隊教育訓練研究本部 教育調整官   |                                          |

## 主要装備
- 82式指揮通信車
- 軽装甲機動車
- 高機動車
- 1/2tトラック / 73式小型トラック
- 1 1/2tトラック / 73式中型トラック
- 3 1/2tトラック / 73式大型トラック
- 89式5.56mm小銃
- 5.56mm機関銃MINIMI
- 対人狙撃銃 M24　レミントン M24 SWS
- 84mm無反動砲
- 01式軽対戦車誘導弾
- 81mm迫撃砲 L16
- 120mm迫撃砲 RT

## 警備隊区
警備隊区は宮崎県えびの市・小林市・高原町であり、便宜的に第12普通科連隊管区の鹿児島県湧水町も隊区に含める場合がある。
- 第3普通科中隊：えびの市
- 第4普通科中隊：小林市
- 重迫撃砲中隊：高原町